# Šalom Aš

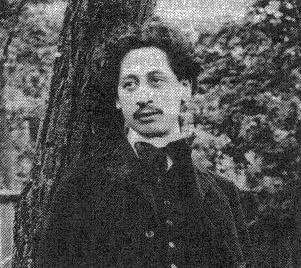
Šalom Aš

Šalom Aš (1. listopadu 1880 Kutno – 10. července 1957 Londýn) byl americko-polský spisovatel židovského původu, narozený na území dnešního Polska (tehdy Ruské říše), který psal svá díla v jidiš. V období druhé světové války byl jako literát na seznamu zakázané literatury.

## Život
Narodil se v chasidské rodině. V mládí působil ve městě Włocławek, kde se živil jako písař pro negramotné. Kolem roku 1900 přesídlil do Varšavy a zde ovlivněn haskalou (židovskou verzí osvícenství) napsal svou první knihu v hebrejštině (1900). Pak ho však židovský dramatik Isaac Leib Peretz přesvědčil, aby začal psát v jidiš, tedy specifickém dialektu středoevropských židů. Od roku 1904 psal takřka výhradně v něm, toho roku mu vyšel první text v jidiš – román A Shtetl. Angažoval se i v jidiš-hnutí a roku 1908 se zúčastnil konference v Černovicích (dnes Ukrajina, tehdy součást Rakouska-Uherska), která prohlásil jidiš za "národní jazyk Židů", což je ovšem pojetí, které se v sionismu neprosadilo. Roku 1910 odjel do Spojených států, v roce 1920 získal americké občanství. Roku 1932 byl zvolen prezidentem jidišové sekce PEN klubu. V závěru života žil v Izraeli, na předměstí Tel Avivu zvaném Bat Jam. V domě, kde žil, je dnes jeho muzeum.

## Dílo
Zpočátku byl jeho hlavním tématem tragikomický osud takřka středověce žijících východoevropských židů čelících nástupu moderního světa (např. Motke Ganev, 1916). V roce 1907 vydal jedno ze svých zásadních děl, první historický román v jidiš nazvaný Kiddush ha-Shem, který se věnoval temným aspektům Chmelnického povstání.
Nevyhýbal se ani jiným kontroverzním tématům, jeho divadelní hra Got fun nekome z roku 1907 například popisovala lesbický vztah mladé židovské dívky s prostitutkou v nevěstinci, který vlastní její otec. Toto drama bylo také o rok později uvedeno Maxem Reinhardtem v Berlíně.
Po odchodu do USA se soustředil na tematiku židovských imigrantů v Americe (Onkl Mozes, Khaym Lederers Tsurikkumen aj.). V pozdní fázi své tvorby zase věnoval několik děl tematice prvních křesťanů (zejm. Der man fun Netseres, 1943) a byl poté v americkém židovském tisku pranýřován za propagaci křesťanství. Sám Aš se netajil koncepcí, že by se judaismus a křesťanství měly sloučit, neboť tvoří "jednu kulturu a jednu civilizaci" (anglicky psaný esej One Destiny: An Epistle to the Christians, 1945).

### Čapek o Ašovi
Český spisovatel Karel Čapek roku 1936 napsal do Lidových novin Ašův portrét. Uvedl v něm mimo jiné: "Prý česky by chtěl umět; prý je to taková měkká řeč se svými změkčenými souhláskami, jako když maminka mluví k dítěti. (...) Je žid přesvědčením i typem; ale je něco nesmírně slovanského v jeho citovosti a naivitě, v jeho rozevlátém a širokém naturelu, v jeho nezakrývaném sklonu k dojetí. (...) V Praze se cítí šťasten: pro úctu k Masarykovi, pro strašidelnou romantiku Starého města a pro nás samotné – 'jste kritičtí a máte smysl pro humor, to oboje je zárukou svobody,' praví."

### Překlady do češtiny
- Za zdí – in: 1000 nejkrásnějších novel... č. 19; úvod František Sekanina; z jidiš přeložila Emma Horká. Praha: J. R. Vilímek, 1911. 6 s.
- Povídky z ghetta: výbor ze žargonové prósy – Šolom Alejchem, Icchok Lejbuš Perec, Abraham Rejzin, Šolom Aš; přeložil Vincenc Červinka. Praha: Akademický spolek Kapper 1932
- Matka: román – z němčiny přeložila a s textem jidiš srovnala Zdenka Münzrová. Praha: Družstevní práce, 1935. 315 s.
- Motke zloděj – z jidiš originálu Motke ganef ... přeložil a doslovem a poznámkami opatřil Jakub Markovič. Praha: SNKLHU, 1963. 260 s.